# Claude Bolling
Claude Bolling (10. dubna 1930 Cannes, Francie – 29. prosince 2020) byl francouzský jazzový pianista, skladatel, aranžér a příležitostný herec.
Narodil se v Cannes, vystudoval konzervatoř v Nice a posléze v Paříži. Byl zázračné dítě, již ve čtrnácti letech hrál jazz profesionálně na piano spolu s Lionelem Hamptonem, Royem Eldridgem a Kennym Clarkem. Bolligovy knihy o technice jazzové hry ukazují, že se nezavrtal hluboko do bebopu a avantgardního jazzu, ale naopak patřil k hudebníkům oživujícím tradičnější pojetí jazzu na konci 60. let. Přátelil se s Oscarem Petersonem.
Napsal hudbu k více než stovce filmů, převážně francouzských, prvním z nich byl dokument o filmovém festivalu v Cannes roku 1957, k nejznámějším patří Borsalino (1970) a California Suite (1979).
Je také znám svou spoluprací s hudebníky jiných stylů, zejména vážné hudby. Jeho Suite for Flute and Jazz Piano Trio se Jean-Pierrem Rampalem je okouzlující a chytrá směs barokní elegance s moderním swingem. Patří k úspěšným skladbám a byla následována dalšími pracemi podobného ražení. Byla velmi oblíbená ve Spojených státech, kde se držela v čele hitparád skoro dva roky.
Kromě další spolupráce s Rampalem pracoval i s jinými hudebníky jako Alexandre Lagoya, Pinchas Zukerman, Maurice André a Yo-Yo Ma. Plodná byla i jeho spolupráce s Lionelem Hamptonem, Dukem Ellingtonem, Stéphanem Grappellim, Djangem Reinhardtem a Oscarem Petersonem.

## Díla
- Claude Bolling Plays Duke Ellington (1959)
- Cat Anderson, Claude Bolling And Co. (1965)
- Original Ragtime (1966)
- Original Boogie Woogie (1968)
- Original Piano Blues (1969)
- Original Jazz Classics (1970)
- Original Piano Greats (1972)
- Swing Session (1973)
- Jazz Party (1975)
- Suite for Violin and Jazz Piano (1975)
- With the Help of My Friends (1975)
- Keep Swingin' Volume 4 (1975)
- Suite for Flute and Jazz Piano (1975)
- Hot Sounds (1976)
- Concerto for Guitar and Jazz Piano Trio (1975)
- Concerto for Violin and Jazz Piano Trio (1977)
- Jazz Gala 79 (1979)
- Just For Fun (1980)
- Picnic Suite (1980)
- Toot Suite (1981)
- Claude Bolling (1981)
- Suite for Chamber Orchestra and Jazz Piano Trio (1983)
- Suite for Cello and Jazz Piano Trio (1984)
- Jazz a la Francaise (1984)
- Live at the Meridien (1985)
- Suite No. 2 for Flute and Jazz Piano Trio (1987)
- Nuances (1988)
- Sonatas for Two Pianos (1989)
- Cross Over U.S.A. (1993)
- Enchanting Versailles - Strictly Classical (1994)
- A Drum is a Woman (1997)
- Tribute To The Piano Greats (2003)